# Pyromania
Pour les articles homonymes, voir Pyromania (chanson).
Albums de Def Leppard
High 'n' Dry
(1981) Hysteria
(1987)
Singles
1. Photograph
Sortie : 3 février 1983
2. Rock of Ages
Sortie : mai 1983
3. Foolin'
Sortie : septembre 1983  uniquement
4. Too Late for Love
Sortie : 25 novembre 1983  uniquement

Pyromania (prononcé : [paɪɹə(ʊ)ˈmeɪnɪə]) est le troisième album du groupe de hard rock anglais Def Leppard. Il est sorti le 20 janvier 1983 sur le label Vertigo Records (Mercury Records en Amérique du Nord) et a été produit par Robert John "Mutt" Lange.

## Historique
Cet album a été enregistré dans sa grande majorité aux Park Gates Studios de Battle dans le Sussex. Quelques overdubs ainsi que le mixage se déroulèrent aux Battery Studios de Londres. Pete Willis enregistra presque la totalité des guitares rythmiques avant de se faire éjecter du groupe pour sa consommation abusive d'alcool. Il fut remplacé par Phil Collen qui officiait avec le groupe anglais Girl, qui ajouta les dernières rythmiques manquantes.
Il marqua la transition entre le hard rock des deux premiers albums du groupe et la musique des albums suivants plus tournés vers un rock mélodique accessible aux radios.
Il se classe deuxième des ventes aux États-Unis, et dix-huitième au Royaume-Uni. Le total des ventes dépasse 10 millions d’exemplaires aux États-Unis et plus de 12 millions d'exemplaires à travers le monde.
Il est cité dans l'ouvrage de référence de Robert Dimery Les 1001 albums qu'il faut avoir écoutés dans sa vie.
En 2003 le magazine Rolling Stone le place en 384e position de son classement des 500 plus grands albums de tous les temps (mais il n’apparaîtra pas ensuite dans le classement 2012).

## Liste des pistes
Face 1
| No | Titre                       | Auteur                                | Durée |
| -- | --------------------------- | ------------------------------------- | ----- |
| 1. | Rock! Rock! (Till You Drop) | Elliott, Lange, Savage, Clark         | 3:54  |
| 2. | Photograph                  | Elliott, Lange, Savage, Clark, Willis | 4:07  |
| 3. | Stagefright                 | Elliott, Lange, Savage                | 3:44  |
| 4. | Too Late for Love           | Elliott, Lange, Savage, Clark, Willis | 4:26  |
| 5. | Die Hard the Hunter         | Elliott, Lange, Savage, Clark         | 6:15  |

Face 2
| No  | Titre             | Auteur                                | Durée |
| --- | ----------------- | ------------------------------------- | ----- |
| 6.  | Foolin'           | Elliott, Lange, Clark                 | 4:33  |
| 7.  | Rock of Ages      | Elliott, Lange, Clark                 | 4:07  |
| 8.  | Comin' Under Fire | Elliott, Lange, Clark, Willis         | 4:14  |
| 9.  | Action! Not Words | Elliott, Lange, Clark                 | 3:48  |
| 10. | Billy's Got a Gun | Elliott, Lange, Savage, Clark, Willis | 5:56  |

Cd bonus de l'édition Deluxe 2009
| 1.  | Rock! Rock! (Till You Drop)       | Clark, Savage, Lange, Elliott         | 4:16 |
| 2.  | Rock Brigade                      | Savage, Clark, Elliott                | 3:25 |
| 3.  | High 'n' Dry (Saturday Night)     | Elliott, Clark, Savage                | 3:22 |
| 4.  | Another Hit and Run               | Elliott, Savage                       | 6:14 |
| 5.  | Billy's Got a Gun                 | Clark, Savage, Willis, Elliott, Lange | 4:43 |
| 6.  | Mirror Mirror (Look into My Eyes) | Elliott, Clark                        | 4:24 |
| 7.  | Foolin'                           | Clark, Lange, Elliott                 | 4:59 |
| 8.  | Photograph                        | Clark, Willis, Savage, Lange, Elliott | 4:03 |
| 9.  | Rock of Ages                      | Clark, Lange, Elliott                 | 4:53 |
| 10. | Bringin' On the Heartbreak        | Elliott, Willis, Clark                | 4:06 |
| 11. | Switch 625                        | Clark                                 | 3:23 |
| 12. | Let It Go                         | Elliott, Willis, Clark                | 5:56 |
| 13. | Wasted                            | Clark, Elliott                        | 5:55 |
| 14. | Stagefright                       | Savage, Elliott, Lange                | 4:55 |
| 15. | Travelin' Band (avec Brian May)   | John Fogerty                          | 6:09 |

## Musiciens
Def Leppard
- Joe Elliott : chant
- Steve "Steamin" Clark : guitare
- Phil Collen : guitare
- Rick Savage : basse
- Rick Allen : batterie
- Pete Willis : guitare rythmique

Musiciens additionnels
- The Leppardettes (Def Leppard / Mutt Lange/ Rocky Newton / Wilson-Slesser / Chris Thompson / Pete 'Overend' Watts) : chœurs
- John Kongos : programmation Fairlight CMI
- Booker T. Boffin : claviers

## Charts et certifications
| Pays             | Durée du classement | Meilleur classement |
| ---------------- | ------------------- | ------------------- |
| Canada           | 51 semaines         | 4e                  |
| États-Unis       | 123 semaines        | 2e                  |
| Nouvelle-Zélande | 7 semaines          | 26e                 |
| Royaume-Uni      | 8 semaines          | 18e                 |
| Suède            | 4 semaines          | 23e                 |

| Pays        | Certification | Ventes       | Date       |
| ----------- | ------------- | ------------ | ---------- |
| Canada      | 7 × Platine   | 700 000 +    | 28/06/1991 |
| États-Unis  | Diamant       | 10 000 000 + | 08/07/2004 |
| France      | Or            | 100 000 +    | 1988       |
| Royaume-Uni | Argent        | 60 000 +     | 29/10/1985 |

### Charts singles
| Année | Single              | Chart                  | Durée du classement | Position |
| ----- | ------------------- | ---------------------- | ------------------- | -------- |
| 1983  | Photograph          | Mainstream Rock Tracks | 26 semaines         | 1er      |
| 1983  | Photograph          | Billboard Hot 100      | 17 semaines         | 12e      |
| 1983  | Photograph          | RPM50 Singles          | 22 semaines         | 32e      |
| 1983  | Photograph          | UK Singles Chart       | 4 semaines          | 66e      |
| 1983  | "Rock of Ages"      | Mainstream Rock        | 24 semaines         | 1er      |
| 1983  | "Rock of Ages"      | Billboard Hot 100      | 15 semaines         | 16e      |
| 1983  | "Rock of Ages"      | RPM50 Singles          | 12 semaines         | 24e      |
| 1983  | "Rock of Ages"      | UK Singles Chart       | 4 semaines          | 41e      |
| 1983  | "Foolin'"           | Mainstream Rock        | 23 semaines         | 9e       |
| 1983  | "Foolin'"           | Billboard Hot 100      | 14 semaines         | 28e      |
| 1983  | "Foolin'"           | RPM50 Singles          | 3 semaines          | 39e      |
| 1983  | "Too Late for Love" | Mainstream Rock        | 15 semaines         | 9e       |
| 1983  | "Too Late for Love" | UK Singles Chart       | 2 semaines          | 86e      |